# Hameed Youssef
Hameed Youssef Al Qallaf (arabe : حميد يوسف القلاف), né le 10 août 1987 à Koweït City au Koweït, est un footballeur international koweïtien, qui évolue au poste de gardien de but.

## Biographie

### Carrière en sélection
Avec l'équipe du Koweït, il possède 12 sélections (pour aucun but inscrit), depuis 2006. 
Il figure dans le groupe des sélectionnés lors des Coupes d'Asie des nations de 2011 et de 2015.

## Palmarès
| Al Salmiya - Coupe du Koweït : - Finaliste : 2007 et 2008. |  | Al Arabi - Coupe Crown Prince du Koweït (1) : - Vainqueur : 2015. - Coupe de la Fédération du Koweït (1) : - Vainqueur : 2014. |